# Marcelo Palau
Marcelo Palau, vollständiger Name Marcelo José Palau Balzaretti, (* 1. August 1985 in Florida) ist ein uruguayischer ehemaliger Fußballspieler, der am 21. September 2016 auch die paraguayische Staatsbürgerschaft erhielt.

## Karriere
Der 1,77 Meter große Mittelfeldakteur Palau spielte in der Jugend für den Club Atlético Florida. Zudem ist in den Anfangsjahren seiner Karriere eine weitere Vereinsstation bei Deportivo Quito verzeichnet. Auch gehörte er mindestens im Jahr 2003 den seinerzeit von Juan Tejera trainierten Nachwuchsmannschaften der Cuarta División und Tercera División von Defensor Sporting an. Er stand zu Beginn seiner Karriere im Jahr 2007 in Reihen der Mannschaft des Club Atlético Atenas. Im Folgejahr war er bei den Rampla Juniors aktiv und bestritt in der Clausura und Apertura 2008 saisonübergreifend insgesamt 26 Partien (zwei Tore) in der Primera División. Anfang 2009 schloss er sich den Montevideo Wanderers an, die er nach 23 Ligaeinsätzen und zwei erzielten Treffern Mitte Dezember jenes Jahres wieder verließ. Ab diesem Zeitpunkt setzte er seine Karriere beim Puebla FC fort. Für die Mexikaner lief er in 13 Erstligabegegnungen auf und schoss drei Tore. Mitte Juli 2010 verpflichtete ihn Nacional Montevideo. Bei den „Bolsos“ wurde er in der Apertura 2010 siebenmal (kein Tor) in der höchsten uruguayischen Spielklasse eingesetzt. Mitte Dezember 2010 trat er ein Engagement bei CD Cruz Azul an. Dort absolvierte er bis in den Mai 2011 15 Erstligaspiele (ein Tor) und drei Partien (kein Tor) in der CONCACAF Champions League. Im Januar 2012 nahm der in Paraguay beheimatete Club Guaraní Palau unter Vertrag. In der Folgezeit kam er saisonübergreifend in 59 Ligapartien (zehn Tore) und vier Aufeinandertreffen (kein Tor) der Copa Sudamericana 2012 zum Einsatz. Im Juli 2013 folgte eine Ausleihe bis zum Jahresende an Athletico Paranaense. Die Brasilianer setzten ihn zweimal in der Série A und sechsmal in der Copa do Brasil ein. Einen Treffer erzielte er nicht. Seit Jahresanfang 2014 gehörte er wieder dem Kader des Club Guaraní an. Bis 10. März 2017 traf er bei seiner zweiten Station bei den Paraguayos bei 123 Ligaeinsätzen 22-mal ins gegnerische Tor. Zudem spielte er 17 Partien der Copa Libertadores und schoss dabei zwei Tore (2014: 2/0; 2015: 12/1; 2016: 2/1; 2017: 1/0). Bei dem Klub blieb Palau bis Jahresende 2017. 2018 bis 2020 war er Club Cerro Porteño. 2020 gewann er mit dem Klub die Apertura.
2021 wechselte der Spieler zu Sportivo Luqueño und zu Jahresanfang 2022 zum Club Nacional.

## Erfolge
Club Guaraní
- Primera División: 2016 Clausura

Cerro Porteño
- Primera División: 2020 Apertura